# Seishirō Etō

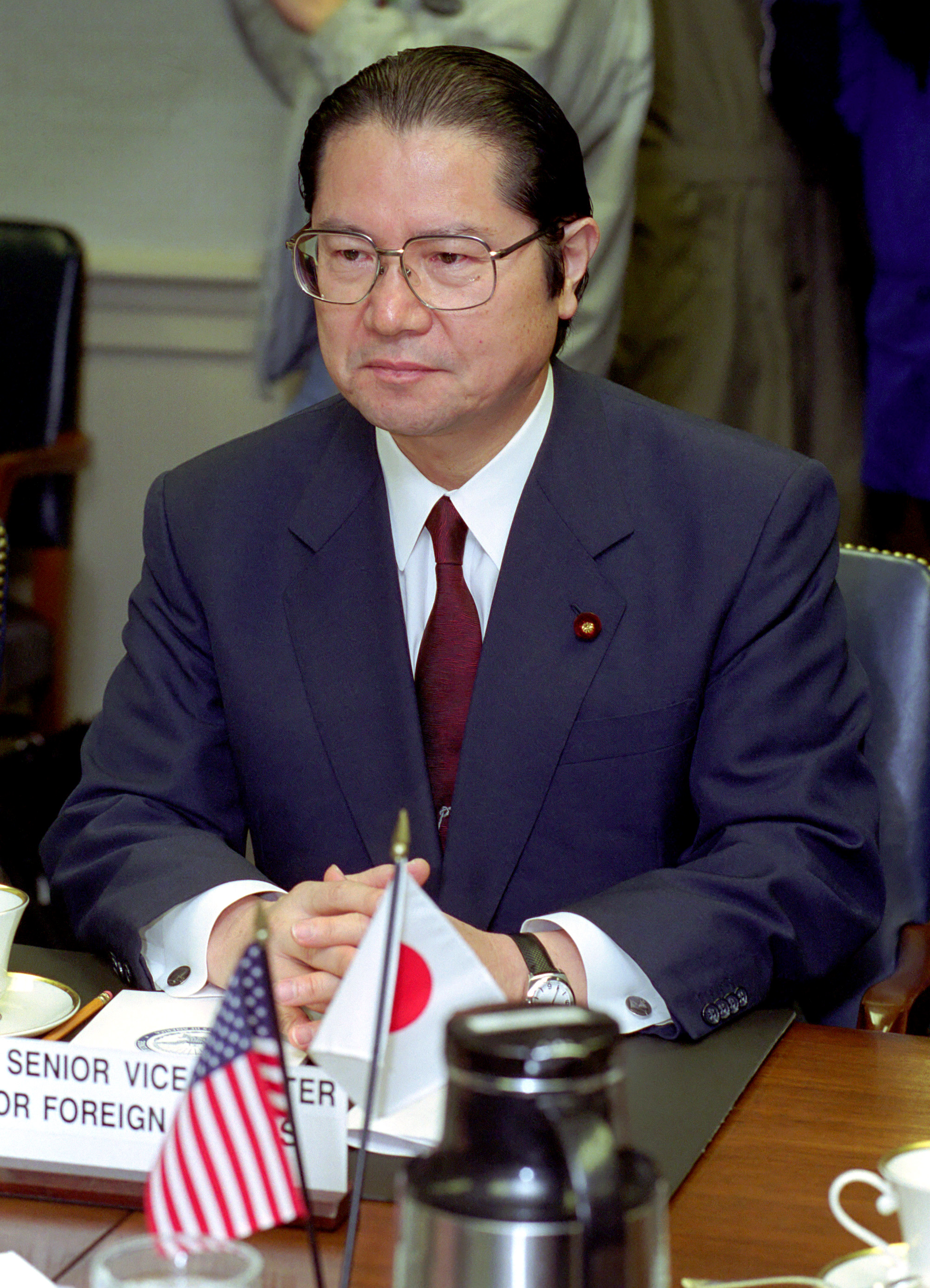
Seishirō Etō, 2001

Seishirō Etō (jap. 衛藤 征士郎 Etō Seishirō; * 29. April 1941 in der Stadt Kusu, Landkreis Kusu, Präfektur Ōita, nach anderen Angaben in Zenranan-dō/Jeollanam-do („Provinz“/„Präfektur“ Süd-Zenra/-Jeolla; damals inkl. Gwangju und Jeju), Chōsen/Korea) ist ein japanischer Politiker der Liberaldemokratischen Partei (LDP), darin bis zur Auflösung der Abe-Faktion. Er war ohne Unterbrechung von 1983 bis 2024 Abgeordneter im Shūgiin, dem Unterhaus des Nationalparlaments, zuletzt für den 2. Wahlkreis Ōita. Von 2009 bis 2012 war er Shūgiin-Vizepräsident, von 1995 bis 1996 Verteidigungsminister seines Landes.

## Leben
Etō stammte aus einer Bauernfamilie in Kujū. 1966 schloss er sein Studium an der Waseda-Universität ab. Mit 29 Jahren wurde er 1971 zum Bürgermeister von Kusu gewählt und war zu diesem Zeitpunkt der landesweit jüngste Bürgermeister. Nach einer vierjährigen Amtszeit kehrte er für ein Graduiertenstudium an die Waseda zurück, danach wurde er Sekretär eines Shūgiin-Abgeordneten.
Von 1977 bis 1983 gehörte Etō für eine Legislaturperiode dem Sangiin, dem Oberhaus, an. Bei der Shūgiin-Wahl 1983 wurde er dann im SNTV-Viermandatswahlkreis Ōita 1 mit dem vierthöchsten Stimmenanteil erstmals ins Shūgiin gewählt und seitdem bis einschließlich 2021 zwölfmal bestätigt – ab 1996 im FPTP-Einzelwahlkreis Ōita 2.
1986 war er parlamentarischer Staatssekretär (seimujikan) im Landwirtschaftsministerium, 1990 Vorsitzender des Finanzausschusses. Im Kabinett Murayama war Etō als Leiter der Verteidigungsbehörde von 1995 bis 1996 Minister. Danach wurde er unter anderem Staatssekretär im Außenministerium und war ab 2008 Vorsitzender des Haushaltsausschusses im Shūgiin. Im September 2009 wurde er nach der LDP-Niederlage bei der Shūgiin-Wahl 2009 zum Vizepräsidenten des Shūgiin gewählt. Er blieb bis zur Auflösung der Kammer im November 2012 im Amt.
In der LDP schloss er sich zunächst der Ōhira-Faktion an und gehörte 1998 zu den Mitgründern der Kōno-Gruppe. Nach Streit über einen Japanbesuch Lee Teng-huis mit dem Faktionsvorsitzenden und damaligen Außenminister Yōhei Kōno  verließ er 2001 die Faktion und schloss sich der Mori-Faktion, der heutigen Abe-Faktion, an. Bei der Wahl des LDP-Vorsitzenden 2008 unterstützte er die faktionseigene Kandidatin Yuriko Koike gegen Tarō Asō.
Etō ist ein Hauptbefürworter einer Verfassungsänderung für ein Einkammerparlament und wurde Vorsitzender der ursprünglich 2003, 2010 unter neuem Namen neu gegründeten Parlamentariergruppe für ein Einkammersystem.
Im Zuge des LDP-Skandals um schwarze Kassen mehrerer LDP-Faktionen, vor allem der Abe-Faktion, und ihrer Mitglieder 2023/24, bei dem Etō selbst Gelder in Höhe von über 10 Millionen Yen nicht in seinen Berichten über politische Mittel verbucht hatte, wurde er für parteiintern für sechs Monate von Parteiämtern suspendiert. Bei der Shūgiin-Wahl 2024 erhielt er nur knapp 19 % der Stimmen. Den Sitz gewann der Unabhängige Ken Hirose (43 %) gegen Etōs Hauptkonkurrenten seit 2012, den Ex-Sozialisten/Sozialdemokraten Hajime Yoshikawa (39 %, inzwischen KDP).